# Publius Cornelius Scipio (tribun consulaire)
Pour les articles homonymes, voir Scipions.
Publius Cornelius Scipio est un homme politique de la République romaine. Il est le père de Publius Cornelius Scipio (maître de cavalerie en 350 av. J.-C.). Il est le premier à prendre le cognomen de Scipio, le mot « scipio » signifiant bâton, car il aurait selon la légende servi de bâton de vieillesse à son père aveugle.
En 396 av. J.-C., il est maître de cavalerie sous le dictateur Marcus Furius Camillus et participe à la prise de la place forte étrusque de Véies, après dix ans de siège (et près d'un siècle de luttes) par Rome. Cet événement met fin au contrôle par les Étrusques du commerce du sel partant de l'embouchure du Tibre et intègre le territoire de Véies dans l'ager romanus. En 395 et 394 av. J.-C., il est tribun militaire à pouvoir consulaire.